# شهرستان باتلر (میزوری)
شهرستان باتلر، میزوری (به انگلیسی: Butler County, Missouri) یک سکونتگاه مسکونی در ایالات متحده آمریکا است که در میزوری واقع شده‌است.